# Saint-Clément-sur-Guye
Saint-Clément-sur-Guye is een gemeente in het Franse departement Saône-et-Loire (regio Bourgogne-Franche-Comté) en telt 115 inwoners (1999). De plaats maakt deel uit van het arrondissement Chalon-sur-Saône.

## Geografie
De oppervlakte van Saint-Clément-sur-Guye bedraagt 7,3 km², de bevolkingsdichtheid is 15,8 inwoners per km².
De onderstaande kaart toont de ligging van Saint-Clément-sur-Guye met de belangrijkste infrastructuur en aangrenzende gemeenten.

## Demografie
Onderstaande figuur toont het verloop van het inwonertal (bron: INSEE-tellingen).

## Foto's

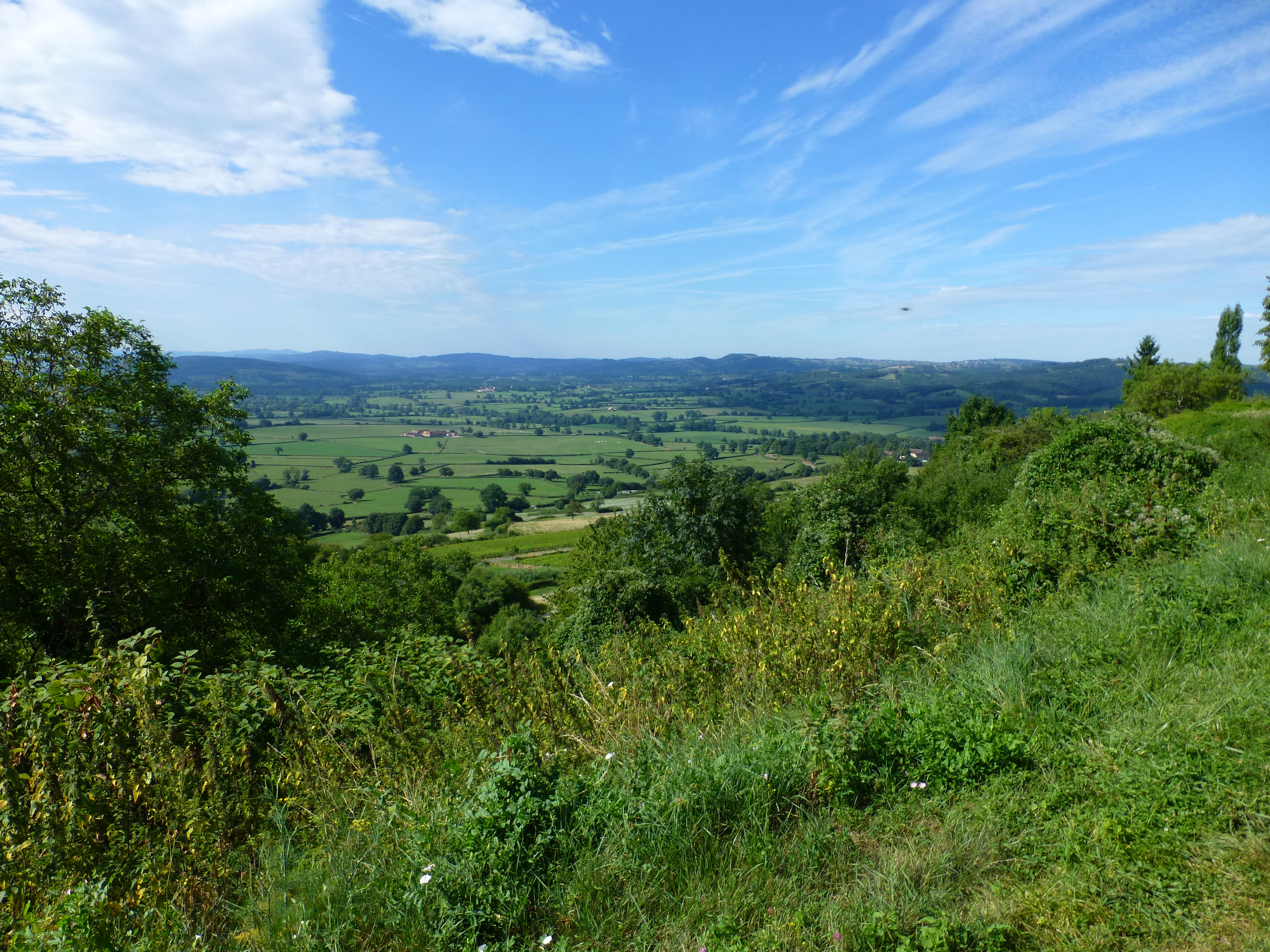
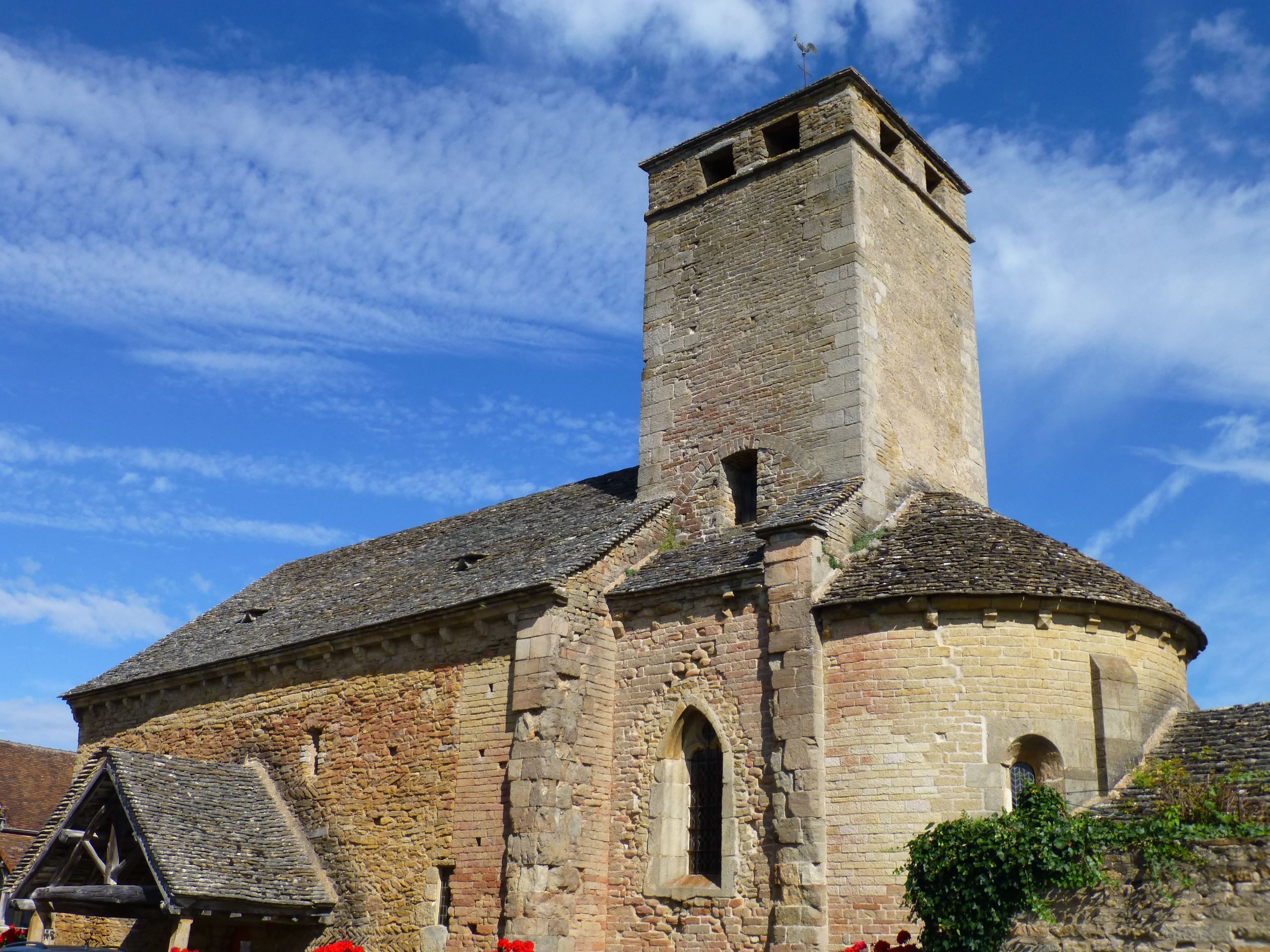
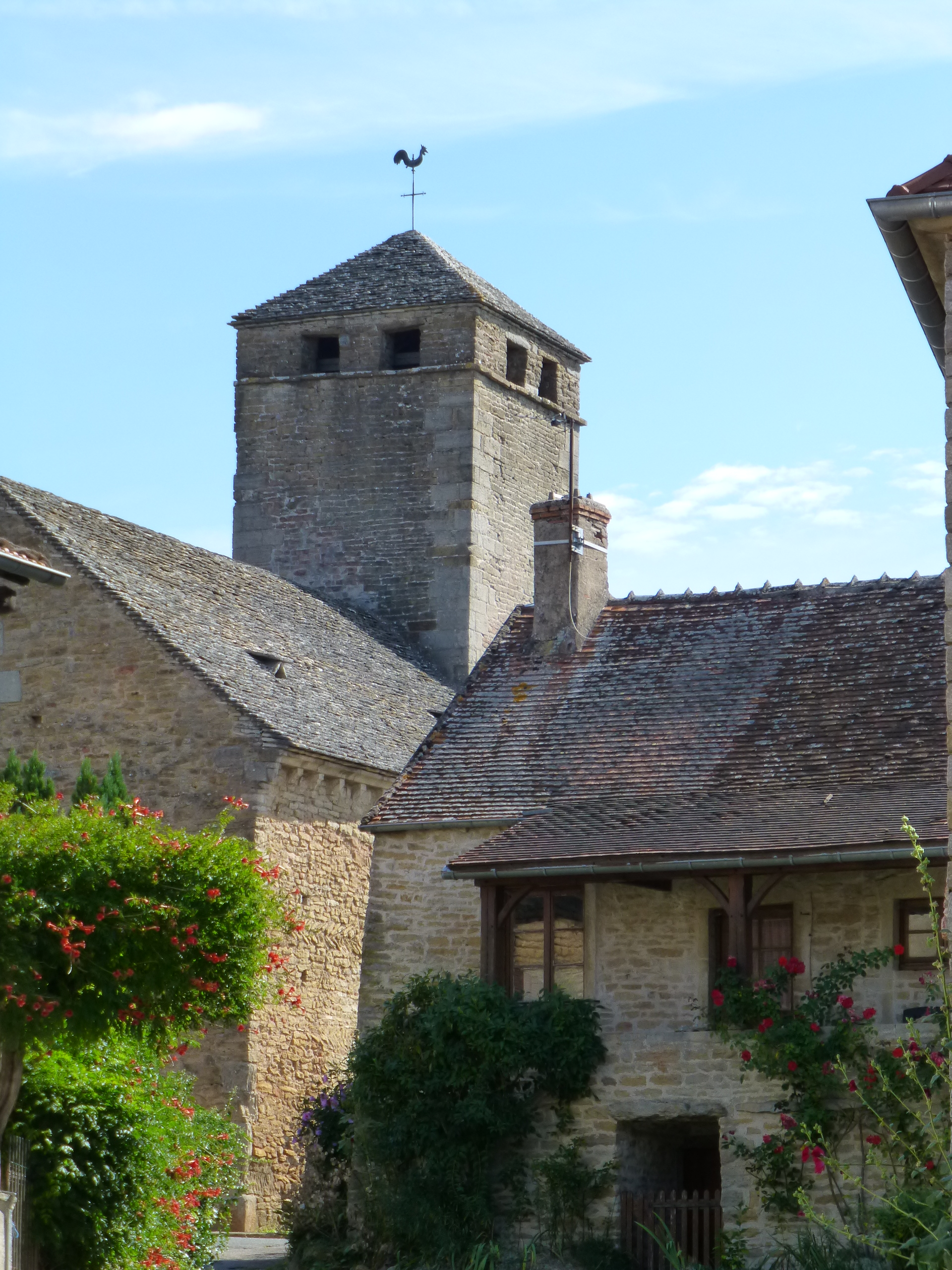